# Montse Milan Moliné
Montse Milan Moliné (Lleida, 1982) és una escriptora, professora d’escriptura i mestra d’educació infantil catalana.
L’any 2022 va publica el recull de contes Als afores, editat per Voliana Edicions. Amb aquest llibre va guanyar el Premi 7lletres. L'any 2023 ha publicat el seu segon llibre de relats:Instants d’intempèrie, editat per Pagès Editors. Des del 2018 col·labora a la revista La Borrufa.

## Obres
- Als afores, Voliana Edicions, 2022.
- Instants d’intempèrie, Pagès Editors, 2023.

## Premis
- Premi 7lletres 2022, iniciativa del Consell Comarcal de la Segarra i dels ajuntaments de Cervera, Tàrrega i els Plans de Sió.[4]